# Basketball-Europameisterschaft 1935
Die 1. Basketball-Europameisterschaft der Herren (offiziell: Eurobasket 1935) fand vom 2. bis 7. Mai 1935 in Genf statt. Erster Europameister wurde Lettland, Silber ging an Spanien, die Tschechoslowakei gewann die Bronzemedaille.

## Vorrunde
In der Vorrunde spielten zehn Mannschaften in einem direkten Duell gegeneinander. Drei von fünf Siegern waren direkt für die Finalrunde qualifiziert, die zwei anderen siegreichen Teams (Italien und Schweiz) mussten in einem weiteren Ausscheidungsspiel um den letzten freien Platz in der Finalrunde spielen.
| Spiel | Team 1           | Team 2     | Ergebnis | 1. H. | 2. H. | Verl. |
| ----- | ---------------- | ---------- | -------- | ----- | ----- | ----- |
| 1     | Spanien          | Belgien    | 25:17    | 14:07 | 11:10 | -     |
| 2     | Lettland         | Ungarn     | 46:12    | 20:07 | 26:05 | -     |
| 3     | Italien          | Bulgarien  | 42:23    | 18:11 | 24:12 | -     |
| 4     | Schweiz          | Rumänien   | 42:09    | 25:03 | 17:06 | -     |
| 5     | Tschechoslowakei | Frankreich | 23:21    | 16:13 | 07:08 | -     |

Ausscheidungsspiel
| Spiel | Team 1  | Team 2  | Ergebnis | 1. H. | 2. H. | Verl. |
| ----- | ------- | ------- | -------- | ----- | ----- | ----- |
| 6     | Schweiz | Italien | 27:17    | 15:15 | 12:02 | -     |

## Platzierungsrunde
Die sechs in der Vorrunde ausgeschiedenen Mannschaften spielten in der Platzierungsrunde um die Plätze 5 bis 10. Die im Ausscheidungsspiel unterlegene Mannschaft aus Italien sowie Belgien waren für die 2. Runde gesetzt und hatten somit den achten Platz sicher.
1. Runde
Die Gewinner kamen in die 2. Runde, die Verlierer spielten um Platz 9.
| Spiel | Team 1     | Team 2   | Ergebnis | 1. H. | 2. H. | Verl. |
| ----- | ---------- | -------- | -------- | ----- | ----- | ----- |
| 7     | Bulgarien  | Ungarn   | 22:19    | 16:06 | 06:13 | -     |
| 8     | Frankreich | Rumänien | 66:23    | 40:11 | 26:12 | -     |

2. Runde
Die Gewinner spielten um Platz 5, die Verlierer um Platz 7.
| Spiel | Team 1     | Team 2    | Ergebnis | 1. H. | 2. H. | Verl. |
| ----- | ---------- | --------- | -------- | ----- | ----- | ----- |
| 10    | Belgien    | Bulgarien | 29:11    | 16:02 | 13:09 | -     |
| 11    | Frankreich | Italien   | 29:27    | 17:16 | 12:11 | -     |

Spiel um Platz 9
| Spiel | Team 1 | Team 2   | Ergebnis | 1. H. | 2. H. | Verl. |
| ----- | ------ | -------- | -------- | ----- | ----- | ----- |
| 9     | Ungarn | Rumänien | 24:17    | 09:12 | 15:05 | -     |

Spiel um Platz 7
| Spiel | Team 1  | Team 2    | Ergebnis | 1. H. | 2. H. | Verl. |
| ----- | ------- | --------- | -------- | ----- | ----- | ----- |
| 12    | Italien | Bulgarien | 35:22    | 16:02 | 19:20 | -     |

Spiel um Platz 5
| Spiel | Team 1     | Team 2  | Ergebnis | 1. H. | 2. H. | Verl. |
| ----- | ---------- | ------- | -------- | ----- | ----- | ----- |
| 13    | Frankreich | Belgien | 49:30    | 31:08 | 18:22 | -     |

## Finalrunde
Die vier in der Vorrunde siegreichen Mannschaften spielten im K.-o.-System um die Goldmedaille. Die Gewinner der Halbfinalspiele spielten im Finale um den Europameistertitel, die Verlierer spielten um Platz 3.
|  | Halbfinale          | Halbfinale |                  |    | Finale | Finale |
|  |                     |            |                  |    |        |        |
|  | Lettland            | 28         |                  |    |        |        |
|  | Schweiz             | 19         |                  |    |        |        |
|  | 14                  |            |                  |    |        |        |
|  |                     |            | 16               |    |        |        |
|  | Lettland            | 24         |                  |    |        |        |
|  |                     | Spanien    | 18               |    |        |        |
|  |                     |            |                  |    |        |        |
|  | Spiel um Platz drei |            |                  |    |        |        |
|  | 15                  | 15         | Tschechoslowakei | 25 |        |        |
|  | Spanien             | 21         | Schweiz          | 23 |        |        |
|  | Tschechoslowakei    | 17         |                  |    | 17     | 17     |

Halbfinale
| Spiel | Team 1   | Team 2           | Ergebnis | 1. H. | 2. H. | Verl. |
| ----- | -------- | ---------------- | -------- | ----- | ----- | ----- |
| 14    | Lettland | Schweiz          | 28:19    | 16:12 | 12:07 | -     |
| 15    | Spanien  | Tschechoslowakei | 21:17    | 10:10 | 11:07 | -     |

Spiel um Platz 3
| Spiel | Team 1           | Team 2  | Ergebnis | 1. H. | 2. H. | Verl. |
| ----- | ---------------- | ------- | -------- | ----- | ----- | ----- |
| 17    | Tschechoslowakei | Schweiz | 25:23    | 16:15 | 09:08 | -     |

Finale
| Spiel | Team 1   | Team 2  | Ergebnis | 1. H. | 2. H. | Verl. |
| ----- | -------- | ------- | -------- | ----- | ----- | ----- |
| 16    | Lettland | Spanien | 24:18    | 16:08 | 08:10 | -     |

## Endstand
| Rang | Team             | Siege : Niederl. | Korbverhältnis |
| ---- | ---------------- | ---------------- | -------------- |
| 1    | Lettland         | 3 : 0            | 2,0000         |
| 2    | Spanien          | 2 : 1            | 1,1034         |
| 3    | Tschechoslowakei | 2 : 1            | 1,0000         |
| 4    | Schweiz          | 2 : 2            | 1,4051         |
| 5    | Frankreich       | 3 : 1            | 1,6019         |
| 6    | Belgien          | 1 : 2            | 0,8941         |
| 7    | Italien          | 2 : 2            | 1,1980         |
| 8    | Bulgarien        | 1 : 3            | 0,6240         |
| 9    | Ungarn           | 1 : 2            | 0,6471         |
| 10   | Rumänien         | 0 : 3            | 0,3712         |

## Statistiken
- Anzahl der Spiele: 17
- Anzahl der erzielten Punkte: 882